# Claudia Koreck
Claudia Koreck (* 28. Mai 1986 in Traunstein) ist eine deutsche Singer-Songwriterin, die in bairischem Dialekt, Deutsch und auf Englisch singt.

## Leben und Karriere
Claudia Koreck wuchs zunächst in Traunstein, später in Hufschlag auf. Mit zwölf Jahren begann sie zu musizieren, 2002 und 2003 war sie Preisträgerin des Wettbewerbs „Treffen Junge Musik-Szene“ der Berliner Festspiele. Sie spielt Gitarre. Nach ihrem Abitur zog Koreck nach München. Sie nahm ein Studium der Neogräzistik an der Ludwig-Maximilians-Universität München auf, das sie nach einem halben Semester abbrach.
2007 wurde sie mit dem Lied Fliang (Fliegen) vom Radiosender Bayern 3 entdeckt. Am 17. August 2007 kam ihr erstes Album heraus, das ebenfalls den Titel Fliang trägt. Es kam in Bayern auf den ersten Platz der meistverkauften Alben, in Deutschland landete es auf Platz 15 in den Musik-Charts. Koreck war Mitglied des Projekts Menschenskinder.
Mit der Single s'ewige Lem steuerte Koreck 2008 das Titellied zu Joseph Vilsmaiers Neuverfilmung der Geschichte vom Brandner Kaspar bei.
Am 13. Februar 2009 vertrat sie bei Stefan Raabs Bundesvision Song Contest Bayern mit dem Lied I wui dass du woaßt und belegte Platz 10. Am selben Tag erschien ihr zweites Studioalbum Barfuaß um die Welt. 2011 spielte sie als Vorgruppe der Eagles bei deren Konzerten in Deutschland. Auch sang sie 2011 für Disney Junior das Lied LaLeLu.
2013 nahm Koreck mit Künstlern aus Bayern den Song Weida miteinand unter dem Musikprojekt Cpt. Nepomuk’s Friendly Heart Choir Club auf.
2020 schrieb sie zusammen mit Gunnar Graewert den offiziellen Sternstunden-Song 2021 Auf bessere Zeiten, für den sie hochkarätige Künstler gewinnen konnte. Mit dabei waren: Ami Warning, Barny Murphy, Bbou, Claudia Koreck, Django 3000, Ganes, Gunnar Graewert, Gudrun Mittermeier, Hans-Jürgen Buchner, Hannes Ringlstetter, Karin Rabhansl, Martin Schmitt, Andreas Eckert, Pam Pam Ida, Roger Rekless, San2, Sebastian Horn und Stefan Dettl. Mit dem Song waren sie vier Wochen auf Platz 1 der GfK Charts in Bayern.
Für die erste Folge der 14. Staffel der Fernsehserie Der Bergdoktor nahm Koreck eine Coverversion des Liedes Irgendwie, irgendwo, irgendwann von Nena auf. Die am 14. Januar 2021 erstmals ausgestrahlte Folge trägt, in Anspielung auf eine Stelle des Liedtextes, den Titel Aus Mut gemacht. Am 23. Januar 2021 erreichte sie mit diesem Lied den ersten Platz der itunes Charts.

## Privates
Im September 2010 wurde Koreck Mutter eines Sohnes, im Januar 2014 einer Tochter. Sie wohnt mit ihrem Mann, dem Produzenten Gunnar Graewert, und den Kindern nahe ihrer Geburtsstadt Traunstein.

## Besetzung der Claudia-Koreck-Band
- Claudia Koreck (Gesang, Gitarre)

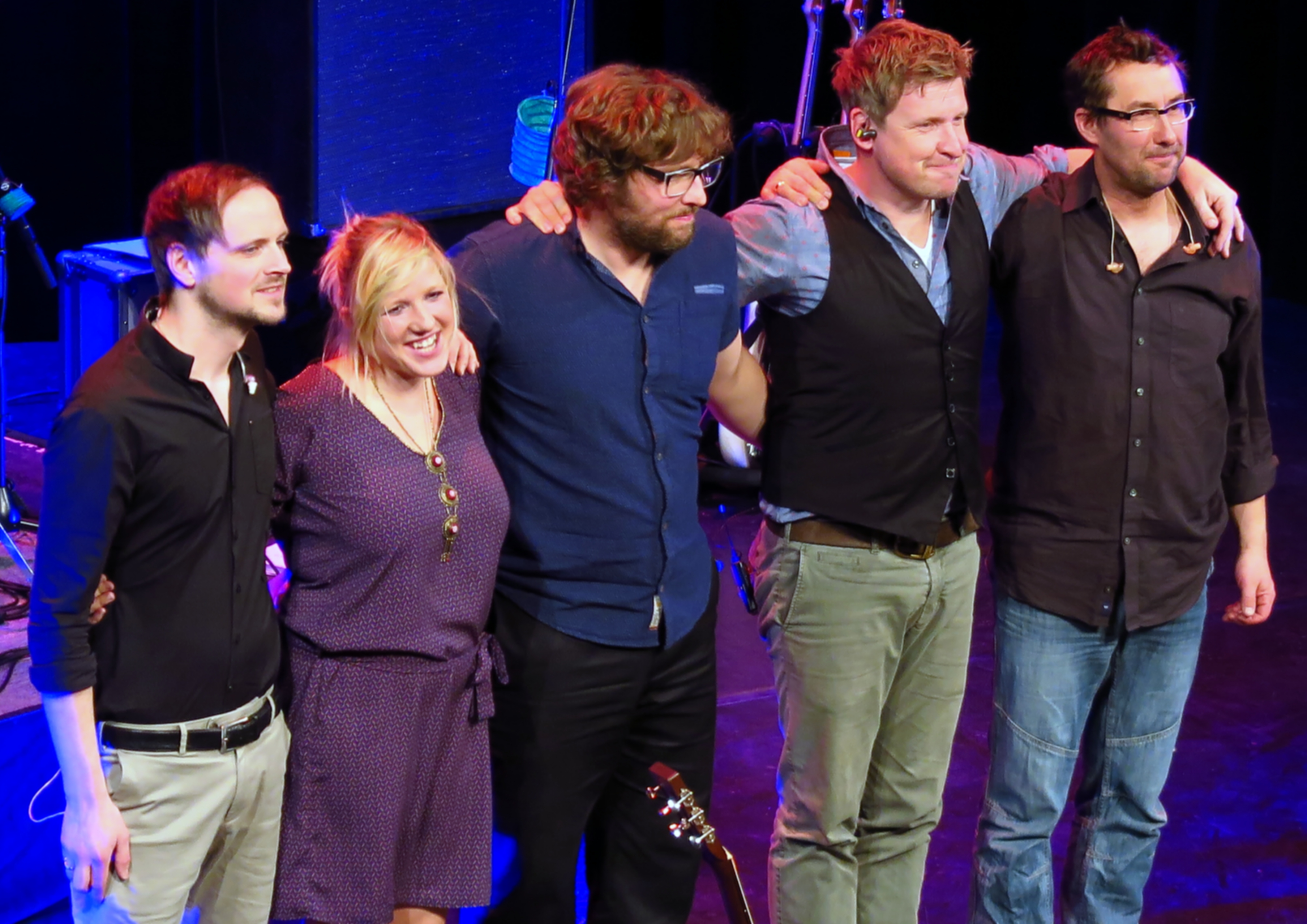
Claudia-Koreck-Band 2015

- Gunnar Graewert (Gesang, Keyboard, Ukulele, Saxophon)[13]
- Kilian Reischl (Gitarre)
- Andreas Bauer (Bass)
- Oscar Kraus (Schlagzeug)

## Diskografie

### Alben
- 2007: Fliang
- 2008: Fliang 2te Auflage
- 2009: Barfuaß um die Welt
- 2011: menschsein
- 2011: I kon barfuass um die welt fliang und dabei menschsein (Doppel-CD)
- 2013: Honu Lani
- 2015: Stadt Land Fluss
- 2016: Kinderplatte
- 2017: Holodeck
- 2018: Weihnachtsplatte
- 2018: Kinderplatte – Weihnachten im Wald
- 2019: Auf die Freiheit
- 2021: Perlentaucherin
- 2023: Kalender

### Singles
- 2007: Fliang
- 2007: I mog de Dog
- 2008: Schuah aus
- 2008: s’Ewige Lem
- 2010: Beautiful (mit Donavon Frankenreiter)
- 2012: Danzn
- 2013: Unter meiner Deckn

### Videoalben
- 2008: I kon fliang (live)

### Projekte mit Menschenskinder
- 2006: Wenn der Mensch (Single mit menschenskinder)
- 2007: Wenn Du lachst (EP mit menschenskinder)
- 2008: Neue Generation (CD mit menschenskinder)

## Filmografie
- 2013: Der Bergdoktor (Fernsehserie, Episode: Zwänge)
- 2020: kulturschatz – kunstschaffende in bayern (Dokumentarfilm mit Beteiligung der Künstlerin)[14]

## Auszeichnungen
- 2016: Ehrenpreis der Jugendsiedlung Hochland[15]
- 2022: Rupertiwinkler Dialektpreis[16]
- 2024: Bayerischer Verdienstorden[17]
- 2024: Kulturpreis Bayern[18]